# Robertfesten 2012
Robertfesten 2012 blev afholdt i Cirkusbygningen i København, søndag den 5. februar 2012. 
Pernille Fischer Christensens film En familie har modtaget 16 nomineringer, men vandt ikke en eneste statuette. Lars von Triers film Melancholia vandt 10 statuetter, og var den film der vandt flest. Filmen Dirch modtog 5 statuetter. 

## Nominerede og vindere
Nedenfor ses de nominerede i hver kategori. Vinderne ses med fed.  
| Årets danske spillefilm | Årets børne- og ungdomsfilm |
| --- | --- |
| - Melancholia af Lars von Trier - Dirch af Martin P. Zandvliet - En familie af Pernille Fischer Christensen - Rosa Morena af Carlos Augusto de Oliveira - Superclásico af Ole Christian Madsen | - Frit fald af Heidi Maria Faisst - Bora Bora af Hans Fabian Wullenweber - Den kæmpestrore bjørn af Esben Toft Jacobsen - Orla Frøsnapper af Peter Dodd & Gert Fredholm - Ronal Barbaren af Thorbjørn Christoffersen, Philip Einstein Lipski og Kresten Vestbjerg Andersen                            |
| Årets mandlige hovedrolle | Årets kvindelige hovedrolle |
| - Nikolaj Lie Kaas for Dirch - Anders W. Berthelsen for Rosa Morena - Anders W. Berthelsen for Superclásico - Jesper Christensen for En familie - Nicolas Bro for Beast | - Kirsten Dunst for Melancholia - Barbara Garcia for Rosa Morena - Frederikke Dahl Hansen for Frit fald - Lene Maria Christensen for En familie - Tuva Novotny for ID:A |
| Årets mandlige birolle | Årets kvindelige birolle |
| - Lars Ranthe for Dirch - Alexander Skarsgård for Melancholia - David Dencik for Rosa Morena - David Dencik for Værelse 304 - Pilou Asbæk for En familie | - Charlotte Gainsbourg for Melancholia - Adriana Mascialino for Superclásico - Anne Louise Hassing for En familie - Anne Sofie Espersen for Frit fald - Line Kruse for En familie |
| Årets instruktør | Årets manuskript |
| - Lars von Trier for Melancholia - Carlos Augusto de Oliveira for Rosa Morena - Martin P. Zandvliet for Dirch - Ole Christian Madsen for Superclásico - Pernille Fischer Christensen for En familie | - Lars von Trier for Melancholia - Martin P. Zandvliet og Martin P. Zandviliet for Dirch - Kim Fupz Aakeson & Pernille Fischer Christensen for En familie - Morten Kirkskov, Carlos Augusto de Oliveira & Jens Dahl for Rosa Morena - Ole Christian Madsen og Anders Frithiof August for Superclásico |
| Årets fotograf | Årets scenograf |
| - Manuel Alberto Claro for Melancholia - Andras Nagy for Juan - Jacob Ihre for En familie - Jesper Tøffner Rasmussen for Dirch - Jørgen Johansson for Superclásico | - Jette Lehmann for Melancholia - Peter Grant & Charlotte Garnov for Dirch - Rasmus Thjellesen for En familie - Steffen Aarfing for Juan - Søren Schwarzberg for Superclásico |
| Årets kostumier | Årets sminkør |
| - Stine Gudmundsen-Holmgreen for Dirch - Cássio Brasil for Rosa Morena - Manon Rasmussen for Melancholia - Marie I Dali for Juan - Signe Sejlund for En familie | - Lis Kasper Bang for Dirch - Anne Cathrine Sauerberg for En familie - Dennis Knudsen for Melancholia - Louise Hauberg for Juan - Pernille Holm for Frit fald |
| Årets special effects | Årets lyd/sounddesigner |
| - Hummer Højmark & Peter Hjort for Melancholia - David Ryberg Lessel & Dan Dirckinck-Holmfeld for Superclásico - Sørem Hvam for ID:A - TBA for Magi i luften - Thomas Foldberg & Morten Jacobsen for Dirch | - Kristian Eidnes Andersen for Melancholia - Hans Møller for Juan - Hans Møller for Superclásico - Johannes Elling Dam for Dirch - Peter Schultz for En familie |
| Årets klipper | Årets score |
| - Molly Malene Stensgaard for Melancholia - Bodil Kjærhauge for ID:A - Janus Billeskov Jansen for En familie - My Thordal for Beast - Per Sandholt for Dirch | - Sune Martin for Dirch - Frithjof Toksvig for Rosa Morena - Lulu Rouge for Frit fald - Nicklas Schmidt for Den kæmpestore bjørn - Sebastian Öberg for En familie |
| Årets sang | Årets korte dokumentar |
| - Dirch med sangen "Lille frk. Himmelblå" – nyfortolkning af Jeppe Kaas - En familie med sangen "Catch the Straw" - CODY - Frit fald – "In the Open" med sangen Lulu Rouge og Alice Carreri Pardeihan - Ronal Barbaren med sangen "Barbarian RhApsody" – Mads Storm & Trond Clements - Superclásico med sangen "A ésta invitacion" – Jonas Struck | - Den tid vi har af Mira Jargil - Godnathistorier fra ondskabens akse af Vibeke Bryld - Mødet med min far Kasper Højhat af Lea Glob |
| Årets lange dokumentar | Årets korte fiktion |
| - Ambassadøren af Mads Brügger - 1/2 revolution af Omar Shargawi - Svend af Anne Regitze Wivel - Testamentet af Christian Sønderby | - Girl in the Water af Jeppe Rønde & Woo Ming Jin - At se sorg af Martin Winther - Bosperus af Martin Werne |
| Årets lange fiktion | Årets amerikanske film |
| - Min bror Karim af Asger K. Kallesøe - Tro, Håb og Sex af Emma Balcazár - Upstairs af Jesper Maintz | - Drive af Nicolas Winding Refn - Black Swan af Darren Aronofsky - Tintin: Enhjørningens hemmelighed af Steven Spielberg - The Tree of Life af Terrence Malick - Winter's Bone af Debra Granik |
| Årets ikke-amerikanske film | |
| - Kongens store tale af Tom Hooper - Another Year af Mike Leigh - Hesten fra Torino af Bela Tarr og Agnes Hranitzky - Om guder og mænd af Xavier Beauvois - Nader og Simin af Asghar Farhardi | |

### Andre priser
- Årets Æres Robert: Henning Carlsen
- Yousee Publikumsprisen: Alle for en af Rasmus Heide